# Гусевский район
Гу́севский район — административно-территориальная единица (административный район) в Калининградской области России, в границах которой образован Гу́севский городской округ (ранее - муниципальный район).
Административный центр — город Гусев.

## География
Расположен район в восточной части области. Его площадь — 642,66 кв.км.. Из общей площади территория занятая лесами составляет 79 км²., сельскохозяйственными угодьями — 340 км². и водоёмами — 6,57 км². Площадь города — 16,25 км².
Район граничит с Черняховским районом на западе, Озёрским — на юге, Нестеровским — на юго-востоке, Краснознаменском и Неманском — на севере.
Большая часть территории округа — низменная равнина высотой от 0 до 40 м над уровнем моря. Южная и центральная часть — приподнята и представляет собой водораздел. Холмы образуют моренные массивы и гряды, разделённые замкнутыми понижениями. Леса, болота и кустарники занимают 12,6 % территории. Самый крупный лесной массив расположен на северо-западе округа. Остальные леса разбросаны небольшими участками по оврагам, балкам и поймам рек. Часто встречаются озера и искусственные водоёмы. Большое количество рек, принадлежащих бассейну реки Преголя (Писса, Красная, Русская, Анграпа).
Климат переходный от морского к умеренно континентальному. Мягкая зима, умеренно теплое лето. Температура января от −2°С до −4,4°С, температура июля от +16°С до +18°С. Максимум осадков выпадает в августе, минимум — в марте-апреле.

## Население
| 1959    | 1970    | 1979    | 1989    | 2002    | 2007    | 2008    | 2009    | 2010    |
| ------- | ------- | ------- | ------- | ------- | ------- | ------- | ------- | ------- |
| 10 545  | ↘8775   | ↗9100   | ↘7533   | ↗37 461 | ↘37 033 | ↗37 133 | ↗37 243 | ↘37 142 |
| 2011    | 2012    | 2013    | 2014    | 2015    | 2016    | 2017    | 2018    | 2019    |
| ↘37 138 | ↗37 481 | ↗37 532 | ↗37 616 | ↗37 725 | ↘37 450 | ↗37 557 | ↘37 545 | ↘37 435 |
| 2020    | 2021    | 2023    |         |         |         |         |         |         |
| ↗37 533 | ↗38 089 | ↘37 533 |         |         |         |         |         |         |

Национальный состав
По итогам переписи населения 2020 года проживали следующие национальности (национальности менее 0,1 % и другое, см. в сноске к строке «Другие»):
| Национальность | Численность, чел. | Доля     |
| -------------- | ----------------- | -------- |
| Русские        | 33 460            | 87,85 %  |
| Украинцы       | 353               | 0,93 %   |
| Белорусы       | 315               | 0,83 %   |
| Немцы          | 231               | 0,61 %   |
| Литовцы        | 171               | 0,45 %   |
| Азербайджанцы  | 163               | 0,43 %   |
| Армяне         | 160               | 0,42 %   |
| Поляки         | 120               | 0,32 %   |
| Татары         | 103               | 0,27 %   |
| Цыгане         | 54                | 0,14 %   |
| Киргизы        | 43                | 0,11 %   |
| Лезгины        | 42                | 0,11 %   |
| Другие         | 2874              | 7,53 %   |
| Итого          | 38 089            | 100,00 % |

## История
Современный Гусевский район (городской округ) полностью расположен на части территории Надровии — одной из исторических областей древней Пруссии.
Район образован 7 сентября 1946 года как Гумбинненский в составе Кёнигсбергской области. 7 сентября 1946 года переименован в Гусевский район Калининградской области.
В 2004 году муниципальный район был преобразован в городской округ.
В 2008 году городской округ преобразован в муниципальный район.
В 2014 году муниципальный район снова был преобразован в городской округ.

### Муниципальное устройство
До 10 июня 2013 года (даты упразднения Гусевского муниципального района) в Гусевском муниципальном районе были одно городское и четыре сельских поселения:
| № | Упразднённые городское и сельские поселения | Административный центр | Количество населённых пунктов | Население | Площадь, км2 |
| - | ------------------------------------------- | ---------------------- | ----------------------------- | --------- | ------------ |
| 1 | Гусевское городское поселение               | город Гусев            | 9                             | 30 211    |              |
| 2 | Калининское сельское поселение              | посёлок Калининское    | 6                             | 2043      |              |
| 3 | Кубановское сельское поселение              | посёлок Кубановка      | 12                            | 2544      |              |
| 4 | Маяковское сельское поселение               | посёлок Маяковское     | 6                             | 924       |              |
| 5 | Михайловское сельское поселение             | посёлок Михайлово      | 8                             | 1810      |              |

## Административное деление
В состав Гусевского административного района в 2010—2019 гг. входили:
- 4 сельские округа
  - Калининский,
  - Кубановский,
  - Маяковский,
  - Михайловский;
- 1 город районного значения
  - Гусев

В состав Гусевского городского округа входят:
- город Гусев;
- Калининский территориальный отдел (10 населённых пунктов);
- Кубановский территориальный отдел (12 населённых пунктов);
- Маяковский территориальный отдел (8 населённых пунктов);
- Михайловский территориальный отдел (10 населённых пунктов).

## Населённые пункты
В Гусевский район/городской округ входит 41 населённый пункт
| №  | Населённый пункт | Тип населённого пункта        | Население |
| -- | ---------------- | ----------------------------- | --------- |
| 1  | Брянское         | посёлок                       | ↘180      |
| 2  | Гусев            | город, административный центр | ↘28 820   |
| 3  | Двинское         | посёлок                       | ↗39       |
| 4  | Еловое           | посёлок                       | →125      |
| 5  | Жаворонково      | посёлок                       | ↗79       |
| 6  | Жигули           | посёлок                       | ↘0        |
| 7  | Ивашкино         | посёлок                       | ↗17       |
| 8  | Ильино           | посёлок                       | ↘38       |
| 9  | Казаково         | посёлок                       | ↘13       |
| 10 | Калининское      | посёлок                       | ↘540      |
| 11 | Каспийское       | посёлок                       | ↘68       |
| 12 | Костино          | посёлок                       | ↘5        |
| 13 | Красногорское    | посёлок                       | ↘331      |
| 14 | Краснополье      | посёлок                       | ↗113      |
| 15 | Кубановка        | посёлок                       | ↘721      |
| 16 | Лермонтово       | посёлок                       | ↗190      |
| 17 | Липово           | посёлок                       | ↗556      |
| 18 | Ломово           | посёлок                       | ↗190      |
| 19 | Лощинка          | посёлок                       | ↘16       |
| 20 | Майское          | посёлок                       | ↘605      |
| 21 | Маяковское       | посёлок                       | ↗913      |
| 22 | Междуречье       | посёлок                       | ↗173      |
| 23 | Михайлово        | посёлок                       | ↘323      |
| 24 | Мичуринское      | посёлок                       | ↘41       |
| 25 | Мишкино          | посёлок                       | ↘2        |
| 26 | Новостройка      | посёлок                       | ↘142      |
| 27 | Ольховатка       | посёлок                       | ↗520      |
| 28 | Очаково          | посёлок                       | ↗128      |
| 29 | Первомайское     | посёлок                       | ↘475      |
| 30 | Подгоровка       | посёлок                       | →166      |
| 31 | Поддубы          | посёлок                       | ↗505      |
| 32 | Покровское       | посёлок                       | ↘131      |
| 33 | Приозёрное       | посёлок                       | ↗295      |
| 34 | Пролетарское     | посёлок                       | ↘1        |
| 35 | Северный         | посёлок                       | ↘305      |
| 36 | Синявино         | посёлок                       | ↘71       |
| 37 | Таманское        | посёлок                       | ↘61       |
| 38 | Фурманово        | посёлок                       | ↘723      |
| 39 | Юдино            | посёлок                       | ↗63       |
| 40 | Яровое           | посёлок                       | ↗15       |
| 41 | Ясное Поле       | посёлок                       | ↘3        |

## Местное самоуправление
Гусевский городской округ
Главы муниципального образования
- Андрей Петрович Гнездилов

Главы администрации
- до 2023 года — Александр Александрович Китаев
- с 2023 года (врио) — Павел Сергеевич Нефедов
- с 2023 года — Александр Александрович Китаев

## Экономика
Месторождения поваренной соли.
На 1 января 2015 года предприятиями округа (без малого предпринимательства) отгружено товаров собственного производства, выполнено работ и услуг на 5816,71 млн рублей, в том числе предприятиями обрабатывающих производств — на 4118,28 млн.рублей, производящими и распределяющими электроэнергию, газ. воду — на 219,3 млн.рублей.

## Промышленность
За 2011 год объём промышленной продукции составил 2,4 млрд рублей, в том числе обрабатывающие производства 2,1 млрд рублей, производство и распределение теплоэнергии, газа и воды — 0,3 млрд рублей.

## Сельское хозяйство
Посевная площадь 2011 года составила 11766 га. По итогам 2011 года было произведено 9200 тонн рапса, 17000 тонн зерновых. Производство молока в 2011 году составило 6340 тонн, производство мяса — 6600 тонн.